# Januliszki (rejon święciański)
Januliszki (lit. Januliškis) – wieś na Litwie, w okręgu wileńskim, w rejonie święciańskim, w gminie Łabonary.

## Historia
W czasach zaborów w powiecie święciańskim, w guberni wileńskiej Imperium Rosyjskiego.
W dwudziestoleciu międzywojennym folwark leżał w Polsce, w województwie wileńskim, w powiecie święciańskim, w gminie Kołtyniany.
W 1931 w 6 domach zamieszkiwało 120 osób.
Od 1945 roku w Litewskiej Socjalistycznej Republice Radzieckiej..
Od 1990 na niepodległej Litwie.